# كين فلمنج
كين فلمنج هو موسيقي كندي، ولد في 23 أكتوبر 1962 في وينيبيغ في كندا.